# Bakbouka
La bakbouka, parfois orthographiée bekbouka, est un plat à base d'abats connu dans la cuisine algérienne dans laquelle il serait l'équivalent les qourdas marocains et les osbanes tunisiens. Ce plat fait partie des traditions culinaires maghrébines pour l'Aïd-el-Kébir en Algérie et au Maroc.
Il s'agit d'un ragoût avec une sauce épicée contenant généralement des petits morceaux de foie, de poumons, de cœur de mouton et de légumes tels que courgettes, petits pois, artichauts et coriandre. Dans certaines régions, la bakbouka peut être préparée à base de panse de mouton farcie à la viande hachée ou aux abats. Il existe même un couscous algérien fait à base de bakbouka : taâm bel bakbouka. Ce plat est souvent préparé pour célébrer la fête de l'Aïd el-Kebir. 